# ジャンピン・イースト・オブ・ジャワ〜ライヴ・イン・ジャパン
『ジャンピン・イースト・オブ・ジャワ〜ライヴ・イン・ジャパン』 (JUMPIN' EAST OF JAVA) とはアメリカのビッグ・バンド、ブライアン・セッツァー・オーケストラが2001年にリリースしたライブ・アルバム。

## 解説
2001年2月22日、赤坂ブリッツでの来日公演を収めた作品で、日本単独で発売された。ライブ中、アルバム『ヴァヴーム!』収録曲、「キャラバン」が当日アメリカで授賞式が行われたグラミー賞を獲得したことをファンに報告している。なお、この作品は現在廃盤であるが、2004年に発売された2枚組みライブ・ベスト・アルバム『アルティメット・コレクション ライヴ・ベスト』の1枚に大幅に曲数を増やして収録されている。
映像としてもDVD『ライヴ・イン・ジャパン』がリリースされた。

## 収録曲
1. ハワイ・ファイヴ・オー - Hawaii Five-O
2. ジス・キャッツ・オン・ア・ホット・ティン・ルーフ - This Cat's On A Hot Tin Roof
3. ダーティ・ブギ - The Dirty Boogie
4. ジャンピン・イースト・オブ・ジャワ - Jumpin' East Of Java
5. フットルース・ドール - Footloose Doll
6. グロリア - Gloria
7. ドライヴ・ライク・ライトニング(クラッシュ・ライク・サンダー) - Drive Like Lightning (Crash Like Thunder)
8. キャラヴァン - Caravan
9. アメリカーノ - Americano
10. スリープウォーク - Sleepwalk
11. 気取りやキャット - Stray Cat Strut
12. ジャンプ・ジャイヴ・アン・ウェイル - Jump Jive An' Wail
13. ペンシルヴェニア6-5000 - Pennsylvania 6-5000
14. ゲッティン・イン・ザ・ムード - Gettin' In The Mood
15. ゲット・ミー・トゥ・ザ・チャーチ・オン・タイム - Get Me To The Church On Time
16. ロックタウンは恋の街 - Rock This Town